# دوروثي وايلد
دوروثي وايلد (بالإنجليزية: Dorothy Wilde)‏ (11 يوليو 1895، لندن في المملكة المتحدة - 10 أبريل 1941، إنجلترا في المملكة المتحدة)؛ مترجمة، كاتِبة وشاعرة بريطانية.